# 成田弘毅
成田 弘毅（なりた こうき、1992年2月14日 - ）は、山口放送の男性アナウンサー。

## 概略
福岡県糟屋郡須恵町出身。
関西大学卒業後、2014年に山口放送に入社。入社後、毎週火曜日の『熱血テレビ』に出演。毎週水曜日の『お昼はZENKAI ラヂオな時間』でメインパーソナリティーを歴任。また、防府読売マラソンや全国高校野球山口大会などのスポーツ実況も行っている。
2015年9月からは『熱血テレビ』内のコーナーで「成田こーきと申します」という自身のコーナーを担当。コーナーではガラポンによる抽選で、山口県内の市町に訪れ、自身の名刺を1万枚配る企画を行っていた。
2017年7月、海と日本プロジェクトinやまぐちの推進志士に任命される。
同年7月からはサブカル系トークバラエティ番組『なりカル!』のパーソナリティを、同年10月からは『KRYさわやかモーニング』のキャスターをそれぞれ担当。
2021年3月29日より2024年3月28日まで熱血テレビの3代目男性MCとして出演し、後番組の熱血テレビサタデーにも番組終了まで出演を続けた。
2025年3月31日からは、再び『KRYさわやかモーニング』のキャスターを担当している。

## 現在の出演番組
テレビ
- KRYニュース
- KRYさわやかモーニング[2]（2025年3月31日 - ）

ラジオ
- なりカル![1]（2017年7月1日 - ）
- なりはたりき（2024年4月7日 - ）
- KRYニュース

CM
- KRYハウジングサイト

## 過去の出演番組
テレビ
- KRYニュースライブ（月曜日）- 「ライブスポーツ」担当
- 熱血テレビ（月曜〜金曜、2021年3月29日 - 2024年3月28日）- MC
- 熱血テレビサタデー（2024年4月6日 - 2025年3月22日）- 中継リポーター

ラジオ
- お昼はZENKAI ラヂオな時間（水曜担当、2014年10月 - 2017年9月)
- お昼はZETTAI ラジTIME（火曜担当、2024年4月2日 - 2025年3月25日)

## 人物像・エピソード
- 顔が濃く、大学時代から現在に至るまでよくネタにされている。愛称の「ロナ」は、学生時代にクリスティアーノ・ロナウドに似ていたことから名付けられた。[1]
- 趣味はサイクリング、マラソン、アニメ・漫画鑑賞、料理、お菓子作り、ダイエット、LIVE鑑賞と多彩。[1]
- アニメに関しては自称「アニオタ」と標榜する程で、幼少期から様々なサブカルチャーに触れている。恋する☆オンガクFES2016！2日目のアニソンの特集回では司会を務めた程で、現在ではサブカルチャー情報を扱うラジオ番組「なりカル!」のメインパーソナリティーを務めている。
- 英語や漢字を読むのが苦手でよく共演者に突っ込まれる事がある。